# LUNA (1986年生のシンガーソングライター)
LUNA（ルナ、1986年4月3日 - ）は、日本のシンガーソングライター。所属事務所は未定。山梨県富士吉田市出身。愛称は「ルナっち」。

## 人物
- 身長157センチ、体重41キロ。
- 出身校: 東京コミュニケーションアート専門学校(ドルフィントレーナー専攻)。山梨県立吉田高等学校。
- Tsukasa Ochiさんと既婚(2017年7月29日)
- 都内を中心に音楽活動をしているシンガーソングライター。女優。イベンター。
- 目標の人物は竹内まりや（シンガーソングライター）、松任谷由実（シンガーソングライター）。
- 音楽活動の他、MCやリポーター、音楽雑誌SOUND DESIGNERの連載ページに毎月モデルで出演中。

## 来歴
21歳にソロとしてインディーズのライブに出演し、アーティストデビュー。その後、同インディーズ事務所を離脱、ソロ活動を展開する。22歳の時にカナリアというバンドを結成し、ボーカルとし、ライブ活動中心の展開をする。
バンド活動とは別にソロ活動を実施し、健康コーポレーションのテーマソング「大豆気分でブンブンスリム」で2008年11月に(株)健康コーポレーションの商品CMソング『大豆気分でブンブンスリム』にてコロムビアレコードよりメジャーデビューした。シンガーソングライターとしてLIVE活動を行う。2013年に行われた全国オーディションでは4000人の中の13人に選ばれドクモカフェ音楽部としてアルバムリリース。
現在は、女優として事務所に所属し、ロッテガムのCMや企業VTRなど出演する傍ら、企業イベント等のMCやパーティの司会をこなすなどマルチに活躍中。2016年3月より、都内にて音楽イベントAradia Nightを主催するなどイベンターとしても活動展開中。

## ディスコグラフィ

### シングル
- 「大豆気分でブンブンスリム」/コロムビアミュージックエンタテインメント(ルナ)
- 「JOKER DOLL」/SICK IN RECORDS(カナリア)
- 「LUNA」/GAZREC(LUNA)
- 「Jewel Box」/ミラクルバス(ドクモカフェ音楽部)
- 「MISS.MOON」/Septenber Recordings(LUNA)
- 「花冠」/ Septenber Recordings(LUNA)
- 「夢物語」/Septenber Recordings(LUNA)

### 参加作品
- SHOW BY ROCK!! - ウワサノペタルズ（2015年3月14日）
  - 「流星群」「イナズマ」「青い月」

### その他の楽曲
コロムビアミュージックよりリリース
- 大豆気分でブンブンスリム」(株)健康コーポレーションCMソング歌唱(第一興商/カラオケ)
- ドクモカフェ音楽部 全国4000人からオーディションで選ばれる「届けたい想い」作詞・歌唱(タワーレコード・エコライフイベント等出演)
- (株)東計電算CMソング
- Lyriko音楽アプリ(米国)楽曲提供「ふたつの場所 ひとつの約束」

## 出演

### MC・ナレーション・司会
- TOYOTAカーナビゲーション(富士五湖版) - ナレーション
- 異業種交流会LEBS 7周年記念パーティ - 司会
- 異業種交流会LEBS 100回記念パーティ - 司会
- (株)ロジコンシェル 第50回ロイヤル会パーティ - 司会
- (株)ロジコンシェル 第60回ロイヤル会記念イベント - 司会
- ソフトウェアサービス 30周年記念パーティ - 司会
- en 5周年記念パーティ - 司会
- 通販ソリューション展(春・秋)日本郵便ブース - MC(計4回)
- 菅工機材展 積水化学ブース - MC
- 日本ハムグループ展 イタリアカザーレ社ブース - ナレーション
- 日本デンタルショー白水貿易株式会社 - MC

### 映像・舞台出演
- 舞台「アングル」
- 黒船TV(USTREAM) - レギュラー出演
- アニキャス(アプリTV) - レギュラー出演
- (株)東計電算CM
- ゆうちょ銀行企業VTR
- (株)H&Fアビスト 染みわたる水素水TVCM
- 恋ドラ
- 日本通運企業VTR
- ジョージアコーヒー家庭用コーヒー店頭VTR
- ロッテ オーラテクトガムTVCM

### モデル
- 雑誌CLASSY.
- 雑誌SOUND DESIGNER
- 雑誌軽キャンパーサポートブック
- コーエーテクモゲームス「もぎたて美女野球・プリティナイン」
- (株)オーセモーションプロダクツ あ ウェディングモデル
- 第9・10・11回 武市昌子杯着物技術選手権 - 着物モデル
- ルフィーナ(背中ニキビクリーム)
- Aradia写真展
- サロンモデル
- ボディメイクアーティスト2016 -  モデル／フォトジェニック賞受賞